# ماریهم
ماریهم (به سوئدی: Mariehem) یک منطقهٔ مسکونی در سوئد است که در بخش اومیا واقع شده‌است.